# Dose Certa
Dose Certa foi um grupo de samba formado no Brasil no final da década de 1990 em São Paulo que misturava o suingue carioca com a força e malemolência da batucada paulistana, inspirado em grandes mestres do gênero como Paulinho da Viola, Martinho da Vila, Bezerra da Silva e muitos outros, idealizado por Alemão do Cavaco (arranjos, direção musical e cavaquinho), Vitor da Candelária (percussão), Serginho Picciani (voz e pandeiro), Jonatas Petróleo (compositor, banjo e voz) e Vinicius Almeida (arranjos, contrabaixo, violão de seis e sete cordas).  .

## História
Em 2005 lançou o CD “Brasileiro Guerreiro”, com 12 faixas, dentre as quais a “Falso advogado” (Alemão do Cavaco e Zé Riffai), que virou clipe estrelado pelo cantor Seu Jorge e pelo ator Ailton Graça.Os shows de lançamento do disco foram apresentados no Teatro Rival, no Rio de Janeiro e no SESC Pompeia, em São Paulo. Em 2012 lançou o CD "Pra Sempre Samba", registro do show apresentado no Teatro FECAP, em São Paulo, que contou com as participações de Ivan Lins, Leci Brandão, Verônica Ferriani, Ana Costa, Pedro Miranda e Wanderley Monteiro. O disco incluiu 16 faixas inéditas, dentre elas No compasso do samba (Sereno e Moacyr Luz) que fez parte da trilha sonora internacional da novela Sangue Bom, “Peito ferido” (Alemão do Cavaco e Wilson Sucena), “O tombo da corrente” (Jonatas Petróleo e Nelson Papa), “Receita pra amar” (Dona Ivone Lara, André Lara e João Martins), “Ela e ele” (Jonatas Petróleo), “Perseguir a paz” (Wanderley Monteiro e Luiz Carlos da Vila), “Divino samba” (Alemão do Cavaco e Wilson Sucena) e “Fogão de lenha” (Toninho Geraes). O show de lançamento do disco foi apresentado no anfiteatro do Instituto Itaú Cultural, em São Paulo.  Quatro anos depois, o grupo lança um novo álbum ao vivo, "Assinatura", com participações de Leandro Lehart, Péricles e Zizi Possi. Ao longo da carreira, dividiu o palco com artistas como Dona Ivone Lara, Monarco, Alcione, Beth Carvalho, Moacyr Luz, Wanderley Monteiro e Almir Guineto.
Em junho de 2022, o grupo anunciou pelas redes sociais o encerramento de suas atividades.

## Discografia

### Álbuns
- 2000 - Não Leve A Mal
- 2005 - Brasileiro Guerreiro
- 2012 - Pra Sempre Samba[6]
- 2016 - Assinatura (Ao Vivo)